# El judici d'en Paris
"El judici d'en Paris" (títol original en anglès "Ex Post Facto") és el vuitè episodi de la primera temporada de la sèrie de televisió de ciència-ficció estatunidenca Star Trek: Voyager. Fou dirigit per LeVar Burton en base a un guió escrit per Evan Carlos Somers i Michael Piller. Aquest episodi es va emetre a UPN el 27 de febrer de 1995.
Ambientada al segle XXIV, la sèrie segueix les peripècies de la nau estel·lar de la Federació Unida de Planetes USS Voyager per tornar a casa des del Quadrant Delta amb una tripulació mixta de membres de la Federació i Maquis. En aquest episodi, un dels seus tripulants, Tom Paris, és condemnat per assassinat per un poble alienígena, els baneans.

## Argument
Mentre va visitar el planeta de la llar dels baneans, el tinent Tom Paris és condemnat per l'assassinat del físic d'enginyeria Tolen Ren. Com a càstig, ha de reviure els darrers moments de Ren cada 14 hores. Quan la memòria de Ren torna a la ment de Paris, es veu amb la dona de Ren abans de apunyalar Ren a la seva sala d'estar.
La Voyager descobreix el destí de Paris d esprés que l'alferes Harry Kim torni a la nau. Kim explica que Ren l'estava ajudant a ell i a Paris amb una peça d'equipament danyada i els va convidar a sopar a casa seva. Mentre eren allà, Paris es va avorrir i va passar una estona amb la dona de Tolen, Lidell Ren. Poc després, Tolen va ser apunyalat fins a la mort a la seva sala d'estar davant de Lidell. Paris va ser arrestat i Kim va ser obligat a marxar sense ell.
La Voyager es dirigeix al món natal dels baneans i aviat hi arriba tot i trobar-se amb els Numiri, una altra raça espacial amb la qual els baneans estan en guerra. Els baneans permeten que la capitana Kathryn Janeway vegi Paris, que nega haver matat Tolen tot i que va passar una estona amb Lidell. Immediatament després, Paris reviu el record de Ren una vegada més i perd el coneixement. La tripulació de la «Voyager» troba que Paris pateix els efectes negatius del tractament, i el ministre baneà els permet tornar Paris a la nau per rebre atenció mèdica, seguint el consell del metge baneà que va implantar la memòria de Ren a Paris. Poc després, el cap de seguretat de la «Voyager», Tuvok, comença a investigar l'assassinat. Decideix que ha de realitzar una fusió mental amb Paris per presenciar els records de Ren. Mentre experimenta el record per si mateix, Tuvok s'adona que hi ha escriptures alienígenes sobreposades a les visions. A partir dels records, Tuvok estableix que Paris és innocent, reconeixent que la diferència d'alçada entre Paris i Lidell al record és diferent de la realitat, i que l'assassí devia estar familiaritzat amb l'anatomia baneana per matar Ren d'una sola punyalada. Tuvok revela que els estranys glifs del vídeo són informació tècnica confidencial important per a l'esforç bèl·lic baneà contra els Numiri. El metge baneà, que és l'amant de Lidell, ha alterat els implants de memòria per implicar Paris i utilitzar-lo com a mitjà per passar dades de contraban als atacants Numiri. Lidell i el doctor són arrestats per les autoritats baneanes, i la memòria implantada a Paris és extirpada.

## Actors convidats
- Henry Brown - Capità numiri
- Francis Guinan - Ministre Kray
- Aaron Lustig - Doctor
- Robin McKee - Lidell Ren
- Ray Reinhardt - Tolen Ren

## Director
LeVar Burton va dirigir aquest i diversos altres episodis d'aquesta sèrie de televisió. També havia interpretat Geordi La Forge a la sèrie Star Trek: La nova generació i va repetir aquest paper a l'episodi "Timeless", que també va dirigir. En total, Burton dirigiria 8 episodis de Star Trek: Voyager. Burton va dirigir 28 episodis de la televisió Star Trek en aquest període, incloent-hi Star Trek: The Next Generation, Star Trek: Deep Space Nine, Star Trek: Voyager i Star Trek: Enterprise.

## Producció
El títol original, "Ex Post Facto", és llatí i significa "després del fet". La idea d'aquest episodi va sorgir d'Evan Carlos Somers, que volia representar una espècie en què el càstig per assassinat consisteix en el fet que la persona condemnada hagi de reviure els últims moments de la vida de la seva víctima. Michael Piller va ampliar aquesta història amb nombrosos elements de cinema negre.
L'episodi també incorpora altres elements clàssics del crim. Així, la reunió de totes les persones rellevants per part de Tuvok a casa dels Ren al final de l'episodi es basa en l'estructura típica d'una història d'Hercule Poirot d'Agatha Christie. La condemna de l'assassí està extreta del conte de Sherlock Holmes L'Estrella de plata d'Arthur Conan Doyle, en què l'autor també és condemnat quan un gos el percep com una persona familiar i, per tant, no li borda.
Aquest episodi es va filmar als Paramount Studios de Los Angeles, Califòrnia.
Es va utilitzar una pintura mat per representar la ciutat capital de Banea. Es va utilitzar per primera vegada a l'episodi "L'Àngel" de "Star Trek: La nova generació". També es va reutilitzar de forma lleugerament modificada en diversos altres episodis de "Star Trek: La nova generació" i "Star Trek: Deep Space Nine" per representar altres ciutats alienígenes. Es va utilitzar per última vegada en aquest episodi.

## Recepció
Keith DeCandido el va qualificar a "tor.com" el 2020 com un episodi lleugerament superior a la mitjana de "Star Trek: Voyager". Li va agradar la investigació de Tuvok, l'ús reeixit de la tecnologia del segle XXIV per resoldre el crim i el fet que el doctor baneà gairebé hauria tingut èxit en el seu pla si no fos per les habilitats telepàtiques de Tuvok. Tanmateix, a DeCandido li molestava l'aspecte excessivament humà dels baneans i els seus gossos de companyia. A més, va criticar els paral·lelismes massa forts amb la trama de "Una qüestió de perspectiva", que considerava un episodi força fluix de "Star Trek: La nova generació".
L'episodi té similituds amb l'episodi de Star Trek: La nova generació "Una qüestió de perspectiva".
Aquest episodi també és conegut per la "fusió mental" vulcaniana entre els personatges Tuvok i Tom Paris de Star Trek. En aquest procediment vulcanià, les seves dues ments estan connectades, i es nota com aquest és un recurs argumental que fa avançar les etapes finals de la història. La sèrie es troba entre els episodis de Star Trek juntament amb "Hard Time" (Star Trek: Deep Space Nine T4E19 / data d'emissió 15 d'abril de 1996) com a exemple on la manipulació dels records d'una persona s'utilitza com a càstig per un delicte.
El 2020, The Digital Fix va considerar que aquest episodi copiava "Una qüestió de perspectiva", però va ajudar a establir el personatge de Tom Paris a la primera temporada.